# NestJS
NestJS ist ein Webframework für Node.js für den Bau von effizienten und skalierbaren serverseitigen Webanwendungen. Es basiert vollständig auf TypeScript und verwendet stark die Prinzipien von objektorientierter Programmierung (OOP), funktionaler Programmierung (FP) und reaktiver Programmierung (FRP).

## Geschichte
NestJS wurde von Kamil Myśliwiec entwickelt und zuerst im Jahr 2017 veröffentlicht. Es zielt darauf ab, Entwicklern eine Plattform zu bieten, die die Vorteile moderner Technologien nutzt und dabei die Prinzipien bester Softwareentwicklungspraktiken befolgt.

## Merkmale
NestJS zeichnet sich durch seine modulare Architektur aus, die es ermöglicht, die Anwendungsstruktur systematisch zu organisieren. Features von NestJS umfassen:
- Extensive Nutzung von TypeScript für verbesserte Codequalität und -sicherheit
- Dekoratoren, die Metadaten hinzufügen und die Lesbarkeit erhöhen
- Dependency Injection, die lose Kopplung und bessere Testbarkeit ermöglicht
- Auf Erweiterbarkeit ausgelegt
- Integration mit anderen Bibliotheken wie Express.js und Fastify
- Integration von Mikroservices wie WebSocket, Apache Kafka, Redis, RabbitMQ und weiteren.[2]
- Einfache Erstellung von Controllern für REST-API mit Generierung der Spezifikation in OpenAPI

## Beispiel
Hier ist ein einfaches Hello World Beispiel in NestJS, das auf einen GET-Request den Text Hello World! zurück sendet:
```
import
 
{
Module
,
 
Controller
,
 
Get
}
 
from
 
'@nestjs/common'

import
 
{
NestFactory
}
 
from
 
'@nestjs/core'

@Controller
()

class
 
AppController
 
{

  
@Get
()

  
hello
()
 
{

    
return
 
'Hello World!'

  
}

}

@Module
({

  
controllers
:
 
[
AppController
]

})

class
 
AppModule
 
{}

async
 
function
 
bootstrap
()
 
{

  
const
 
app
 
=
 
await
 
NestFactory
.
create
(
AppModule
)

  
await
 
app
.
listen
(
3000
)

}

bootstrap
()

```